# Црква Преноса моштију светог Николе (Сечуј)
Црква Преноса моштију светог Николе је један од православних храмова Српске православне цркве у Сечују (Dunaszekcső). Црква припада Будимској епархији Српске православне цркве.
Црква у Сечују је посвећена Преносу моштију светог Николе.

## Историјат
После велике Сеобе Срба саграђена је 1690. године првобитна црква од плетера.Та црква је изгорела у пожару. Сечуј је био око двадесет година без православне цркве. Садашња црква подигнута је око 1750. године, уз велике сметње Барањске жупаније и Верске комисије Угарског намесничког већа.
Звоник је подигнут 1795. године. Веће поправке на цркви су рађене 1889. и 1895. године.
Последња обнова цркве је била 2018. године.
Иконостас је са краја 16. века и представља слабији сликарски рад.У цркви се чувају две иконе из средине XVIII века.

## Галерија
| Улаз у цркву | Статуа патријарха Арсенија Чарнојевћа (1633-1706) у дворишту цркве | Камена плоча у зиду цркве |